# Freycinetia sterrophylla
Freycinetia sterrophylla är en enhjärtbladig växtart som beskrevs av Elmer Drew Merrill och Lily May Perry. Freycinetia sterrophylla ingår i släktet Freycinetia och familjen Pandanaceae. Inga underarter finns listade.